# ハグ (鉄道模型)
ハグ（HAG、HAG Modelleisenbahnen GmbH ）は、スイスのシュタンスシュタット（Stansstad）に拠点を置く鉄道模型メーカー。かつてはHAG Modelleisenbahnen AGであった。

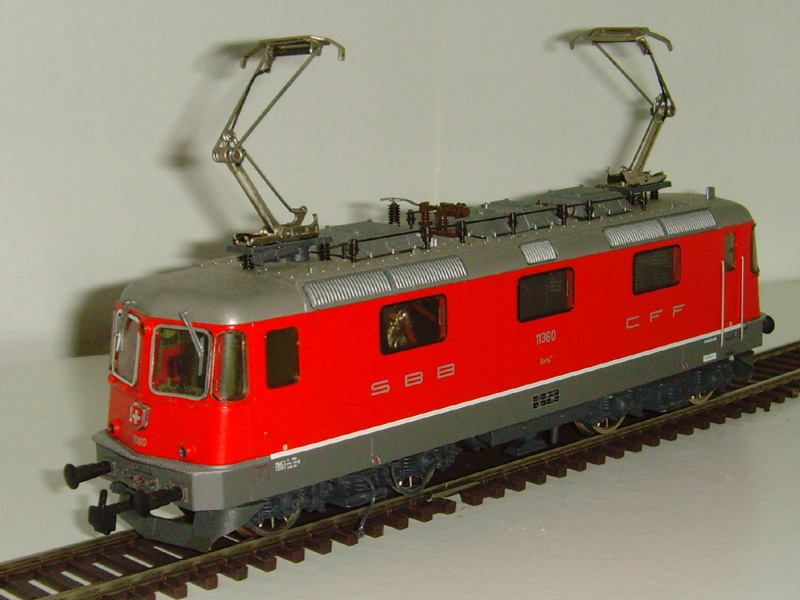
HOスケールのスイス国鉄Re420形電気機関車

## 歴史
1944年にスイスのザンクト・ガレンにてフーゴ・ゲーラー（Hugo Gahler）とアーヴィン・ゲーラー（Alwin Gahler）の兄弟が創業した。社名の「HAG」は彼らの名前の頭文字をあわせたものであった。ゲーラー兄弟はかねてより鉄道模型ファンであり、創業以前はスイス国内の鉄道模型コレクター向けに車両などを製作していたが、第二次世界大戦後半期にドイツ製品の供給が絶たれたことからメーカーとして創業した。1979年にアーヴィンの息子のヴェルナー・ゲーラー（Werner Gahler）が後を継いだ。1982年にザンクト・ガレン州ロールシャッハ行政区のメールシュヴィール（Mörschwil）に移転した。2012年1月、ヴェルナーは会社をシャム（cham）のテックヴィス・エンジニアリング社（Tekwiss Engineering）に売却した。古い時代の製品のパーツ類はAmiba-Lokschuppenに売却され、引き続いて販売されている。ヴェルナーは売却後もメールシュヴィールの工場兼店舗にてパートタイムとして働いていた。同年10月末、メールシュヴィールの工場が閉鎖され、11月よりシュタンスシュタットの新工場が新CEOのハインツ・ユーレイヒ（Heinz Urech）の元に稼動を開始した。同年12月15日には新工場が一般に公開される予定となっている。

### 人員整理
2009年1月、業績悪化に伴いレイオフを実施し、8人の従業員が解雇され、従業員数は23人となった。2012年のテックヴィス・エンジニアリング社による買収時点で従業員数は12人であったが、10月のメールシュヴィールからの撤退に伴い9人の再雇用がキャンセルされた。

## 製品
最初の製品はOゲージの線路であった。当初はOゲージの鉄道模型を生産していたが、1950年代に入るとHOゲージ製品の普及に伴いOゲージが衰退しだしたため、1954年にHOゲージに参入した。Oゲージ製品は1957年に製造中止となった。
Nゲージの製品はスイス国鉄Ae4/7形電気機関車のみが製造された。
Oゲージ撤退以降は、HOゲージにてスイスの機関車、電車、客車、貨車を主に生産する。同社のHOゲージ製品はかつて1/80サイズであったが、近年は1/87サイズが主流となっている。HOスケールで主に採用されている直流二線式の製品だけでなく、メルクリンのような交流三線式の製品も扱っている。1950年代には交流三線式が生産数の9割を占めていたものの1980年代にその割合は最低となった。1990年代後半時点では生産数の6割が交流三線式仕様であった。同時期のメールシュヴィール工場では製品の設計と組み立て、塗装・印刷が行なわれ、金型製作と成型は下請けメーカーに依頼していた。
ハグでは今後の機関車製品は、すべて金属製の車体とする予定。機関車のヘッドライトは全てLEDを使用し、スイス独特の点灯方式も再現することができる。
2012年11月15日、アルプトランジット用のスイス国鉄Re460形電気機関車の新しい広告塗装が発表されたが、ハグではHOスケール製品におけるこの仕様の独占使用権を得た。